# Not Such an Innocent Girl
"Not Such an Innocent Girl" é uma canção da artista musical inglesa Victoria Beckham, contida em seu primeiro álbum de estúdio autointitulado. Foi composta por Steve Kipner e Andrew Frampton, sendo produzida pelo primeiro. O seu lançamento como o primeiro single do disco ocorreu em 17 de setembro de 2001, através da editora discográfica Virgin.

## Faixas
- CD single do Reino Unido[1]

1. "Not Such an Innocent Girl" – 3:16
2. "In Your Dreams" – 3:50
3. "Not Such an Innocent Girl" (Sunship Mix) – 5:15

- DVD single do Reino Unido[2]

1. Behind the Scenes Footage of Victoria (vídeo) – 0:30
2. "Not Such an Innocent Girl" (vídeo) – 3:37
3. Behind the Scenes Footage of Victoria (vídeo) – 0:30
4. "Not Such an Innocent Girl" (Robbie Rivera's Main Mix) – 6:56
5. Behind the Scenes Footage of Victoria (vídeo) – 0:30
6. "Not Such an Innocent Girl" (Sunship Dub) – 5:15
7. Behind the Scenes Footage of Victoria (íideo) – 0:30

- CD single da Austrália[3]

1. "Not Such an Innocent Girl" – 3:19
2. "In Your Dreams" – 3:52
3. "Not Such an Innocent Girl" (Sunship Mix featuring M.C. RB) – 5:17
4. "Not Such an Innocent Girl" (Robbie Rivera Main Mix) – 6:59
5. "Not Such an Innocent Girl" (Robbie Rivera's 3AM Dark Mix) – 8:08

## Desempenho nas tabelas musicais

### Posições
| Tabela musical (2001)          | Melhor posição |
| ------------------------------ | -------------- |
| Austrália (ARIA Charts)        | 36             |
| Irlanda (IRMA)                 | 32             |
| Bélgica (Ultratop - Flanders)  | 14             |
| Reino Unido (UK Singles Chart) | 6              |